# Lisurid
Lisurid (Dopergin, Proclacam, Revanil) je antiparkinsonski agens iz izo-ergolinske klase. On je hemijski srodan sa dopaminergičnim ergolinskim lekom za Parkinsonovu bolest.
Lisurid se se koristi za snižavanje prolaktina i, u niskim dozama, za sprečavanje migrenskih napada. Smatra se da upotreba lisurida kao inicijalnog antiparkinsonskog tretmana može da produži period tokom kojeg nije neophodno da se koristi levodopa. Preliminarna ispitivanja sugerišu da dermalna primena lisurida može da bude korisna u lečenju Parkinsonove bolesti. Lisurid se veoma slabo apsorbuje pri oralnoj promeni i ima kratak poluživot, te produžena transdermalna primena ima znatnu prednost.

## Mod dejstva
Lisurid je parcijalni agonist dopaminskog i serotoninskog receptora. On ima visok afinitet za dopaminske D2, D3 i D4 receptore, kao i za serotoninske 5-HT1A i 5-HT2A/C receptore. Dok lisurid ima sličan profil vezivanja za receptore kao i bolje poznati i hemijski sličan ergoloid N,N-dietil-lisergamid (LSD), on nema psihodelne efekte.